# Kościukówka
Kościukówka – osada leśna w Polsce położona w województwie podlaskim, w powiecie białostockim, w gminie Zabłudów.
W latach 1975–1998 miejscowość należała administracyjnie do województwa białostockiego.